# تپه شیش
تپه شیش در شهرستان نهاوند، بخش مرکزی، دهستان گاماسیاب، ۱ک متری ضلع جنوبی روستای قلعه ذراتی واقع شده و این اثر در تاریخ ۲۵ آبان ۱۳۸۷ با شمارهٔ ثبت ۲۳۷۲۵ به‌عنوان یکی از آثار ملی ایران به ثبت رسیده است.